# 强嘎日追
强嘎日追，位于西藏自治区拉萨市城关区蔡公堂乡白定村，是一座藏传佛教寺院。

## 简介
强嘎日追位于拉萨市城关区蔡公堂乡白定村。白定村位于拉萨河南岸的蔡公堂乡，距离拉萨市中心大约14公里，距离318国道大约2公里。强嘎日追便坐落在村内。该庙虽然非常小，但很优雅别致。
2012年，强嘎日追的旦增，获得西藏自治区爱国守法先进僧尼称号。